# Gorgan Ilemski
Gorgan Ilemski ((ukr.) Ґо́рґан-Іле́мський) – (1587 m n.p.m.) szczyt w północnej części Gorganów, które są częścią Beskidów Wschodnich. Szczyt ten oddzielony jest od Jajka Ilemskiego (1679 m n.p.m.) połoniną Mszana (1185 m n.p.m.).